# キャッチ!ティニピン
『キャッチ!ティニピン』（原題：캐치! 티니핑、英題：Catch! Teenieping）は韓国のテレビアニメ。SAMG Entertainment制作。2020年から放送され、幼稚園児や小学生低学年を中心に人気となっている3DCGアニメである。

## 概要
2020年から韓国で放送されている3DCGアニメシリーズ。エモーション王国からやってきたプリンセス、ローミー(原語版:「로미(ロミ)」)を主人公とし、地球に散らばった心の妖精、ティニピンたちをキャッチする彼女の日常と冒険を描く物語。シリーズ構成や脚本には日本人が起用されている。
2025年6月現在第5期まで製作されており、2024年8月には映画「愛のハチュピン」が公開された。
日本ではキッズステーションほかにて、第1期は2022年12月から2023年9月まで、第2期は2024年10月から12月まで放送された。第3期は2025年7月よりキッズステーションほかにて放送中。

## あらすじ
魔法の国・エモーション王国のプリンセス・ローミーは、ある日、王国で管理されていた手のひらサイズの妖精・ティニピンの封印を解いてしまい、地球に逃してしまう。それぞれ心の属性を持ったティニピンたちによってトラブルが起こらないように、ローミーはティニピンたちを追って地球にやってきて、いとこが営むベーカリー「ハートローズ」で暮らすことになった。ローミーはプリンセスを手伝うティニピンたち「ロイヤルティニピン」の力を借りて魔法のコンパクト・ティニーハートウィングで魔法のプリンセスに変身して逃げ出したティニピンたちをキャッチしていく。果たしてローミーは全てのティニピンたちを探し出してキャッチすることができるだろうか。

## 登場人物

### メインキャラクター
ローミー (로미)
声 - 田中ちえ美
本作の主人公。小学生。実はエモーション王国のプリンセスだが地球では秘密にしている。普段はいとこのサラが営んでいるベーカリー「ハートローズ」で暮らしていて、お店も手伝っている。
第3期では髪型がポニーテールから低い位置で結んだツインテールに変更された。

### ロイヤルティニピン
ローミーを手伝う補佐役のティニピンで、ローミーに魔法の力を与えてプリンセスに変身させる。王立ティニピン学校を卒業してロイヤルティニピンに任命されており、お腹にクラウンマークがある。

#### メインロイヤルティニピン
ハチュピン (하츄핑)
声 - 引坂理絵
愛のティニピンでローミーのパートナー。愛嬌たっぷりで、気配り屋で思いやりに溢れている。第2期ではピンクダイヤモンドの宝石に変化した。第3期ではローミーが持っているミスティックハートウィングの声が聞かれたことにより花の宝石に変化し、服を着用するようになった。第1期ではローミーをプリンセスハートに、第2期ではプリンセスダイヤハートに、第3期ではプリンセスフローラハートに変身させることができる。

#### 第1期で登場したロイヤルティニピン
バロピン (바로핑)
声 - 小市眞琴
誠実のティニピン。まじめで誠実な性格で、規則正しい生活が大好きだが、決まった時間に決まったことをやらないと気がすまない。
かけている眼鏡は度付きであり、近眼である。
ローミーをプリンセスクラウディアに変身させることができる。
アザピン (아자핑)
声 - くわばらあきら
勇気のティニピン。熱血漢で、考えるよりも先に行動してしまう。気合で押し切るタイプ。
初登場時はローミーの友人マヤを勇気づけようと魔法を使ったが、ローミーやハチュピン、バロピンから「悪戯をした」と誤解されてしまった。
2期では見習いティニピンの先生になったためか以前より少し態度が厳しくなり、宝石ティニピンの我儘や勝手な行動を嗜めたこともある。
ローミーをプリンセススターに変身させることができる。
チャチャピン (차차핑)
声 - 真野あゆみ
希望のティニピン。希望を持ち続けるポジティブな性格でゆったりしており、落ち着いている。
ローミーをプリンセスクローバーに変身させることができる。
ララピン (라라핑)
声 - 曽谷理華
喜びのティニピン。ムードメーカー的な存在で、愉快で元気でおしゃべり。歌うのが好きだが音痴。2期で宝石ティニピン達が退屈しないように何とかしてほしいとチャチャピンにお願いされた時もその歌を披露したため、バロピンとハッピンが耳を塞いだ程である。
2期ではジュエルハートウィングフォンを持ち出したココピン達を叱った際にココピンとマコピンが怯えていたことから鬼教官らしいことがうかがえる。
ローミーをプリンセスメロディに変身させることができる。
ハッピン（해핑)
声 - 山口立花子
幸せのティニピン。小さなことにも感動しており、感情豊かでお風呂で遊ぶのが好きである。実は生まれつき病弱の身で、ローミーが作った魔法のバッヂを付けている。
ムゲの実を食べてワルピンになっていたが、ローミーの魔法で元に戻る。
ローミーをプリンセスサンシャインに変身させることができる。
なお2期以降バロピン、アザピン、チャチャピン、ララピン、ハッピンはエモーション王国に留まっている。

#### 第2期で登場したロイヤルティニピン
ココピン（조아핑）
声 - 田辺留依
真心のティニピン。思いやりがあり優しく穏やかな性格だが少し不器用。動物と心を交わす魔法が使える。マカロンが好物で辛い物が苦手。ローミーをプリンセスエメラルドに変身させることができるが、当初は変身魔法が使えなかった。フワピンとは昔から仲良し。ニコピンやマコピンに比べると良識があり、ジュエルハートウィングフォンを持ち出した際は罪悪感を抱いていた。宝石はエメラルド。
ニコピン（방글핑）
声 - 前田玲奈
笑顔のティニピン。いつも元気でお転婆なトラブルメーカー。少しツンデレな一面もある。クラッカーでアイテムをランダム召喚することができる。チョコミントケーキが好物でクッキーが苦手（クッキーの粉を零すとハチュピンに叱られるため）。ローミーをプリンセスルビーに変身させることができる。宝石はルビー。
マコピン（믿어핑）
声 - 沖田優衣
信じる心が強い信頼のティニピン。純粋で天然な性格で食いしん坊。大好物のボールチョコは作中でも美味しそうに食べているシーンも多い。苦手な食べ物はレーズン。傘を回して風魔法を生み出したり、相手の攻撃を防御したりできる。ローミーをプリンセスサファイアに変身させることが出来る。我儘な態度が目立つが、やる時はやる子であり、中々上達しなかったバレエダンスの腕前を一夜漬けで完璧にしてしまったこともある。宝石はサファイア。
なお上記3人は当初は見習いであったが、24話でモンジュ博士から早期卒業を認められ、26話でクラウンマークを授けられて正式にロイヤルティニピンの仲間入りを果たした。

#### 第3期で登場したロイヤルティニピン
ワワピン（꾸래핑）
声 - 渡部優衣
降り積もった雪のように穏やかな平和のティニピン。ローミーをプリンセスクリスタルに変身させることができる。
ネネピン（나나핑）
声 - 本丘りさ
いつもやる気に満ちた情熱のティニピン。ローミーをプリンセスソラリスに変身させることができる。
ソソピン（솔찌핑）
声 - 馬場菜緒
自分の感情に素直なティニピン。ローミーをプリンセスグロリアに変身させることができる。

### 悪役ティニピン
ワルピン（악동핑）
声 - 山口立花子
第1期の第26話の最後に初登場した、正体不明のティニピン。「ワルピン」という名前はローミーが付けたもの。ティニハートウィングで調べてもティニピンのデータが表示されず、キャッチしようとしてもメダルがすり抜けてしまいキャッチができないらしい。第1期の第27話以降、キャッチされていないティニピン達をそそのかしてあの手この手でティニハートウィングを奪った。その正体はムゲの実を食べてしまい、その毒で悪い性格になったハッピンだった。
エゴピン（앙대핑）
声 - 伊南羽桜
第1期の第51、52話に登場した、自分勝手で利己心の塊であるティニピン。いろんな感情をごちゃ混ぜにして喧嘩を煽り、何でも好き勝手に行動する。王国で長い間忘れられていたティニピンであり、忘れられる存在になるのが嫌で、ティニハートウィングを奪ってティニピン達を部下にし、自分の王国を建設しようとした。
第1期の第52話でローミーにキャッチされるが、第2期の第26話ではエゴピンを操っていたのはローミーの従妹であるジェニーだと判明する。
ダヘピン（다해핑）
声 - 久保ユリカ
ローミーのいとこ、ジェニーのパートナーである献身のティニピン。ジェニーのためなら何でもするほど、ジェニーが大好きである。ハチュピンとは王立ティニピンスクールのライバルで、いつも1番を争っていた。宝石は黒真珠。
第2期の第26話の終盤ではジェニーの共に光る壁の中へ消え去っている。
第3期ではハチュピンのライバルとして立ち上がる。
仮面ピン（가면핑）
声 - 久保ユリカ
黒いローブを纏い、笑顔の仮面を被っている謎のティニピン。鍵を持っていて、様々な魔法が使える。第2期の第1話で宝石の森を襲撃し、そこに住んでいた宝石ティニピンを流れ星にして地球に落とした犯人で、その目的や正体には謎が多い。ハチュピンのことを知っていた。第2期の第25話の終盤で正体がダヘピンだったと判明した。

### ローミーの友達
マヤ (마야)
声 - 中島愛
穏やかで優しい性格。動画の撮影、配信が趣味で、「マヤチャンネル」というチャンネルを持っている。手先も器用で、第1期の第1話ではハートローズのバッジを手作りした。実家はお花屋さん。将来の夢は記者になること。
メリー・ルー (메리 루)
声 - 城内由茄子
第1期の第3話から登場した転校生。活発で負けず嫌いな性格。運動神経が抜群で、スポーツが大の得意。父親がテコンドーの師範をしている体育会系の家で育った。将来の夢はプロのスケートボーダー。
ジェニー (제니)
声 - 諏訪ななか
第2期の第13話から登場した、エモーション王国のプリンセス。ローミーの従姉妹で、姉妹のように育ったという。物静かな性格で人見知りが激しく、初対面の人の前では緊張するらしい。休日は、本を読んだり、音楽を聴いたりして過ごすインドア派である。
初登場時にはダヘピンとハートローズに遊びに来て、ローミーやマヤ、メリー・ルーと共に楽しい時間を過ごした。しかし、最後のシーンではタクシーの中でローミーのことを睨むような目つきで見つめていた。
その後の回では何事も無かったかのようにローミーとは友好的な態度を取っており、ピクニックに参加したり、スクールの卒業式に呼ばれていたりしていた。
第2期の第26話ではハチュピンを攫った仮面ピンを追って辿り着いた洞窟の中で、彼女は真実を明かされた。彼女は宝石ドラゴンの魔法書を見つけるために、宝石の森を襲撃し、ローミーを誘い込んだ。ある日、行方不明の両親のことを偶然聴いてしまった彼女は、両親を探すために、王国の魔法書を片っ端から読み、強くなった魔力を隠しつつ、行方を探したが見つけることはできなかった。しかし、宝石ドラゴンの魔法書の存在を知り、このような計画に至ったという。第1期におけるティニピンキューブの暴走、エゴピンを操ってハッピンをワルピンにしたのも彼女の仕業だと本作で判明した。
苦しんでいた彼女は幸せなローミーが気に入らず、彼女の幸せを奪ってやろうと企んでいた。そして、自身が真のプリンセスになるためにダヘピンを使って今まで暗躍していた。全てを打ち明けた彼女は、魔法書の力で魔女に変身し、北の方のティニピンを探すために光る壁の中へ消え去った。光る壁の中へ消え去ったローミーは「絶対、昔のジェニーと取り戻す」の一言で決心、ローミーとの対決するまではお預けとなる。
第3期ではローミーのライバルとして登場する。第1話では彼女が持っているマスターキーを使用し鍵ティニピンを地球へ送り出すもミスティックタウンに支配された。それ以降による各回での回想シーンにより登場する。

### ハートローズ
サラ (사라)
声 - 高岸美里亜
ローミーのいとこ(エモーション王国の王族)でハートローズの店長。店の経営にやりがいを感じている。実は歯医者が怖い。第1期の第51話では指に着けているリングを噛んで魔法を使っていた。
イアン (이안)
声 - 大橋勇人
ハートローズのパティシエ。優しくて人当たりのいい性格。カイルとは幼なじみでライバル。
カイル (카일)
声 - 森野彰太
ハートローズのパティシエ。無愛想でポーカーフェイスだが、かわいいものに弱い。
ジュン (준)
声 - 渡辺紘
ハートローズのホールスタッフで、接客担当。愛嬌のある陽気なのんびり屋。楽観的でマイペースな性格。パティシエの才能があるようで、第1期の第5話で見せたお菓子作りではイアンやカイルにも劣らない実力を持つ。
第3期以降ではメガネを着用する。

### ハーモニータウン

#### クラスメイト達
レナ (레나)
声 - 花東あず咲
気まぐれでわがままな性格。イアンに憧れており、イアンと仲のいいローミーが気に入らない。よくシンディ、ハニーと一緒にローミー達に嫌味を言ったりしている。赤ちゃんの妹がいる。
シンディ (신디)
声 - 窪田愛
空気を読むのが上手い、現実的な性格。レナのことが大好きだが、密かに対抗心を持っている。モカという犬を飼っている。
ハニー (허니)
声 - 大西綺華
天然ボケで楽天家。レナとシンディを親友だと思っていつも一緒にいる。
ナイル (나일)
声 - 小市眞琴
物静かな性格で、コンピューターやゲームの知識が豊富。両親が海外で出張中、学校にも行かずにずっとゲームをしていた。
エリ (엘리)
声 - 沖田優衣
ローミーのクラスの委員長。しっかり者で物知り、面倒見のいいリーダー。バロピン曰く「知性的な人間」。お家はチキン屋をやっている。
ディロン (딜론)
声 - 佐藤駿
朗らかな性格のお調子者で、いたずらやスポーツが好き。バスケの神様であるMJに憧れている。よくイドゥンと一緒にいる。ペットの犬を飼っている。
イドゥン (이든)
声 - 伊藤有希
金髪のイケメン。外見に自信があり、自分大好き。部屋に自分の写真を飾っている。よくディロンと一緒にいる。
レイモン (레이몬)
声 - 馬場菜緒
ローミーのクラスの副委員長。ロマンチストで食べ物を愛している。実はエリのことが好き。
ドゥア (두아)
声 - 春宮のどか
エリの親友。落ち着いている性格で努力家。人前で歌えなかったが、ララピンと出会い、自信を持って歌えるようになる。

#### 小学校の先生
デイン先生 (데인 선생님)
声 - 川上晃二
ローミーのクラスの先生。子供には友達のように接するが、叱る時はちゃんと叱る。独身。
オリビア校長先生 (올리비아 교장 선생님)
声 - 田端美保

### 家族

#### マヤの家族
マヤの母親
声 - 水口まつり
第1期の第9話に登場。足を怪我していたが、その後、回復した。

#### メリー・ルーの家族
ルカ (루카)
声 - 綾瀬みゆう
第1期の第3話に登場。
メリー・ルーの父親
声 - 川上晃二
第1期の第3話で初登場。テコンドーの師範。

#### クラスメイトの家族
エリの母親
声 - 根本菜都美
第2期の第9話に登場。チキン屋を営んでいる。

### エモーション王国
ハートキング (하트 킹)
声 - 三上哲
エモーション王国の王様であり、ローミーの父親。公式の場では威厳のある王様だが、明るく朗らかな性格で、とても親バカである。第1期の第18話ではローミーの誕生日に感極まって王妃に泣きついていた。
ベリーター王妃 (베리터 왕비)
声 - 臼井美紗子
ローミーの母親。外見はエレガントで穏やか、内面は賢くて意思が強くカリスマ性がある。誕生日の日にはローミーにフルーツタルトを作っていた。第1期の第18話ではローミーへのプレゼントとして星を操って星座を作っていた。
クイーンステラ (퀸 스텔라)
声 - くわばらあきら
王国の元女王で、ハートキングの母親、ローミーとサラの祖母。地球のトレンドに興味関心がある。
モンジュ博士 (몬주 박사)
声 - 小堀真生
王国の賢者で、魔法使いの発明家。王立ティニピンスクールの校長でもある。事故で猫の姿になってしまった。ティニピンの感情と魔法の研究について長年研究している。サラを除くハートローズのスタッフ達からは着ぐるみだと思われている。ローミーが王国にいた頃に彼女が博士の部屋でいたずらをしていた場面があった。

### ふつうティニピン
キキピン (키키핑)
声 - 渡辺紘
第1期の第1話に登場したいたずら好きなティニピン。クッキー作りの配信をするマヤとイアンをいたずらっ子にして配信をめちゃくちゃにした。おっちょこちょいで騒がしいけど何故か憎めないかわいいやつ。機嫌が悪くなるとキャンディーをかじっているらしい。
チャムピン (아잉핑)
声 - 馬場菜緒
第1期の第2話に登場した愛嬌(可愛い顔や仕草をすること)を振りまくぶりっ子ティニピン。ローミーと喧嘩するレナを始めとして、怒った顔の人や喧嘩する人たちをどんどんぶりっ子にしていった。明るくて甘えん坊な性格である。
テレレピン (부끄핑)
声 - 綾瀬みゆう
第1期の第3話に登場した恥ずかしがり屋のティニピンで、注目されると顔が真っ赤になる。メリー・ルーを恥ずかしがり屋にした後、スケボーを使ったプリンセスとの追いかけっこの末にキャッチされる。第1期の第40話にも登場した。
ウインピン (부투핑)
声 - 松本沙羅
第1期の第5話に登場した勝負をすることが大好きなティニピン。勝負をして、決着が付かないと気が済まない熱血な性格。イアン、カイル、ジュンの勝負欲に火を付け、床掃除や皿洗いなどの勝負をさせた。第1期の第8話ではランニング対決、第40話では綱引きの審判を担当する。
ポカピン (깜빡핑)
声 - 臼井美紗子
第1期の第7話に登場したうっかり屋のティニピン。ティニコナをボロボロこぼしたり(人間にはティニコナは見えない)、プリンセスの顔も忘れてしまうほどのうっかり屋さん。手に持っている消しゴムは、物を消すどころか、人の記憶までも消してしまう。クラスメイトのエリに見つかった後、魔法をかけてエリの記憶を消してしまった。その後の回でも度々登場した。
マージピン (띠용핑)
声 - 沖田優衣
第1期の第8話に登場した、想像のティニピン。魔法で欲しいものの幻を見せる、おもしろいことが大好きないたずらっ子である。一日中何も食べられなかったメリー・ルーに食べ物の幻を見せている。その後の回でも度々登場。
ポロピン (주르핑)
声 - 南山希来々 → 小柳日菜
第1期の第10話に登場した、悲しみのティニピン。涙を誘う魔法を使いながら、いちばん美味しい涙色ドロップを探している。プリンセスの涙色ドロップを食べて魔力が暴走したところを助けてもらいキャッチされる。ふつうのティニピンの中では初めて自分からキャッチされていた。
ダラピン (차나핑)
声 - 柚木尚子
第1期の第11話に登場した、面倒くさがり屋のティニピン。何をするにも面倒くさがりで、逃げることすら面倒くさがる。でも美味しいものを食べたい時は面倒くさくても一応頑張ってる。第34話では、そんなダラピンの意外な一面が明らかになった。
マネピン (따라핑)
声 - 中野さいま
第1期の第13話に登場した、ものまねが大好きなティニピン。彼が何よりも好きなのが、ソロ歌手・ヘイジューである。ハーモニータウンの人達にティニコナをかけて、ヘイジューダンスをマネさせた。ロイヤルティニピン達を知っているような描写がある。
ナルピン (나르핑)
声 - 森永たえこ
第1期の第14話に登場した、自分のことが大好きなティニピン。化粧品を片付けていたメリー・ルーの前に現れ、彼女をおしゃれにさせた。他にもクラスメイトたちを自分大好きにさせているが、最初から自分大好きな人には何もしない。
ビクピン (무셔핑)
声 - 虎島貴明
第1期の第16話に登場した、怖がり屋のティニピン。びっくりさせるのが好きだけど実はものすごくビビり屋さんで、ビビりな自分を隠して強がっている。アザピンのカメラを勝手に持っていって、いろんな人のびっくりした顔を撮っている。キャッチされた後、キキピンに怖がりなことをからかわれていた。
ジェラピン (투투핑)
声 - 新崎結梨
第1期の第17話に登場した、嫉妬のティニピン。自分だけを愛して欲しいやきもち焼き屋さんで、自分よりきれいでかわいいものが許せない性格。プリンセスの顔に一目惚れしてキャッチされた。その後、ローミーがハチュピンだけを特別扱いしてると思い込みハチュピンに嫌がらせをするが、その事でローミーに怒られてしまい、とうとう家出することになってしまう。
スタンピン (차캐핑)
声 - 鵜久森みか
第1期の第19話に登場した、優しくて温和なティニピン。いい子が大好きで、いいことをした人にスタンプを押して幸せをあげている。ふつうのティニピンにしては珍しくトラブルを起こさない存在だが、レナたちが彼女の持つスタンプを奪おうとしたことで、プリンセスが誤解されるはめになってしまう。最後には誤解も解けて自らキャッチされる。
ペラピン (떠벌핑)
声 - 伊藤有希
第1期の第20話に登場した秘密をバラすのが大好きなティニピン。チャチャピンのとある秘密が彼のせいで他のロイヤルティニピン達にバレたり、クラスのみんなの秘密をバラして、ローミーの秘密までもバラそうとした。秘密がバラされたせいで普段は穏やかなチャチャピンが怒り狂い、その怒りでプリンセスの魔法が強くなっていた。
ホシピン (다조핑)
声 - 櫻井菜々絵
第1期の第22話に登場した欲張りなティニピン。特にお菓子には目がなく、欲しいと思ったら全部ひとりじめしてしまう。お話の初っ端から町の人達のお菓子やスイーツを奪っていた。これだけでも迷惑極まりないのにハートローズのクッキーやスイーツをどんどん奪っていってしまい、変身アイテムのティニハートウィングまでも奪われてしまうことがある。
オコピン (화나핑)
声 - 上住谷崇
第1期の第23話に登場した怒りのティニピン。普段は可愛くて優しい子だが、一度怒ると手が付けられなくなってしまう。諸々の理由で怒りが収まらなくなり、熱気を噴き出しながらお花自慢大会の会場へ向かっている。プリンセスがキャッチしようとしたがメダルが熱さに耐えられず、キャッチに失敗してしまった。
イヤピン (시러핑)
声 - 鳴瀬友希
第1期の第25話に登場。何を言っても、何かするにも、いつも「イヤ！」と言って拒否している困ったさんなティニピン。もちろんプリンセスのキャッチにも拒否して魔法をかける。一度はいなしたが、ステッキが壊れてプリンセスの魔力で強くなったイヤピンのティニコナがかかり、ローミーはずっと「イヤ！」と拒否するようになる。
キューピン (바네핑)
声 - うるちまい子
第1期の第26話に登場した一目惚れのティニピン。あっちこっちで愛を繋げるために街中の人達に矢を射っていたやんちゃな子。キャッチしようとやってきたプリンセス達に矢を射るが、アザピンが動けないハチュピンを庇って矢を受けてしまい倒れてしまう。キューピンの矢はすぐに消えるはずだが、アザピンに射った矢だけはなぜか消えなかった。
ガタピン (덜덜핑)
声 - 宮瀬尚也
第1期の第28話に登場した寒いのが大好きなティニピン。学校の古い冷蔵庫をお家にしていたがクラスメイトに捨てられてしまい、ワルピンにそそのかされてクラスメイトや先生を寒がりにさせてしまう。冷静に見えるが、争い事は苦手。
ピクトピン (그림핑)
声 - 水口まつり
第1期の第29話に登場した、心豊かでお絵描きが得意な芸術家のティニピン。ワルピンに誘惑されていろんな魚の絵を描き、ハートローズに大騒動を巻き起こした。自身の絵を褒められると上機嫌になるが、落書きと言われると怒るらしい。
パワーピン (무거핑)
声 - 徳森圭輔
第1期の第31話に登場した、力持ちで自信たっぷりなティニピン。アザピンの袋を重くして、中に入っていたブルーベリーを勝手に食べていた。トレーニングが好きで、筋肉が自慢な子。
サカサピン (꺼꿀핑)
声 - 杉山ちか子
第1期の第32話に登場した、逆さまが大好きなティニピン。図書室の椅子や絵を逆さまにしたが、掃除当番のローミー達が元に戻したことで怒りを買いローミー達を逆立ちにしてしまう。ちょっぴり変わり者で、皆と笑いのポイントが違う個性派である。
マッハピン (씽씽핑)
声 - 橋爪千明
第1期の第34話に登場した、速いのが大好きなティニピン。ウサギと追いかけっこしていたところを見ていたワルピンに挑発され、ワルピンの作戦に協力する形でローミーたちと追いかけっこで勝負した。キックボードさえあれば世界で一番速いと自慢していたが、キックボードがない状態で速いのかは不明である。
ベビピン (베베핑)
声 - 堀籠沙耶
第1期の第35話に登場した、明るくて純粋な赤ちゃんのティニピン。童心を持ち、わがままで自分の思い通りにならないと泣き出してしまう。レナや町の人たち、ローミーまでも赤ちゃんに変えてしまう。「一番純粋だった頃に戻らせる」といい、エモーション王国の人達を次々に赤ちゃんに変えたというけっこうエグいエピソードを持っているらしい。
スリーピン (코자핑)
声 - 岡村明香
第1期の第37話に登場した、好奇心旺盛で「夢グミ」が大好きなティニピン。眠らせた相手の夢を覗いて、その夢を掃除機で吸い取ってグミに変えてしまう。すっぱい夢グミを食べていた時にワルピンにそそのかされ、プリンセスの夢グミを食べようとした。ダラピンの従弟である。
ペタピン (딱풀핑)
声 - 小野涼子
第1期の第38話に登場した何でもくっつける魔法を使うティニピン。喧嘩が大嫌いで、朗らかで活発な性格。喧嘩している人を見ると仲良くさせようとぴったりくっつく。指輪のことで喧嘩しているレナとローミーをくっついてしまった。
キュリピン (모야핑)
声 - 丸山京夏
第1期の第39話に登場した、好奇心のティニピン。好奇心旺盛で、なんでも知りたくてなんでも大きくさせる。ワルピンにそそのかされて、ディロンとレイモンにいじめられていたウサギを大きくした。第40話ではティニピン達の綱引きでアリを大きくされた。
トイピン (토이핑)
声 - 窪田愛
第1期の第41話に登場した、オモチャが大好きなティニピン。オモチャ遊びが大好きで、何でもオモチャに変えてしまう活発でわんぱくな子。劇中ではイアン、カイル、ジュンをお人形にしてしまった。
フラピン (토이핑)
声 - 粕谷大介
第1期の第43話に登場した、お花が大好きなティニピン。誰よりもお花に対するアツい情熱を持っており、花を傷つける人は絶対に許さない。花を傷つけたレナ達3人とワルピンをお花にした。エモーション王国の一番大きな庭園を管理するガーデナーも担当している。
ノラピン＆ノリピン (노라핑&노리핑)
声 - 萱間円佳、森永千才
第1期の第44話に登場した、遊ぶことが大好きなお兄ちゃんのティニピンと、ノラピンの弟で、お兄ちゃんが好きすぎる活発で好奇心旺盛な赤ちゃんのティニピン。ノラピンはノリピンの育児に疲れて、プリンセスにキャッチされるのをずっと待っていた。ハートローズにやって来てからもノリピンはトラブルをいっぱい起こして、お店は大パニックになってしまう。
ブルピン (아휴핑)
声 - 花東あず咲
第1期の第46話に登場した、憂鬱にするティニピン。しょんぼりしやすいタイプだが、自分のラッパの音でため息が出ちゃう人を見て、自分の演奏を変えようとする努力家である。ラッパの音を聞いた者は憂鬱になってしまうが　何故かハッピンはため息が出ただけで憂鬱にはならなかった。
ガリピン (똑똑핑)
声 - 川上大輝
第1期の第47話に登場した、勉強が大好きなティニピン。ノートと大きい鉛筆、机と椅子を持ち歩き常に勉強をしている。頭脳明晰で魔法の力も強く、ティニピン界でも一、二を争う勉強家である。勉強の邪魔をされて、ローミーに魔法をかけて九九を唱えさせた。バロピンとはライバル。
ヒエピン (꽁꽁핑)
声 - 竹永仁美
第1期の第48話に登場した、雪や氷を自由に操れるティニピン。雪だるまや氷の彫刻を作るのが得意。冷たく見えるけど、友情を大切にする子。ガタピンとは仲良しだったが、とある理由で疎遠になっていた。
ビリリピン (찌릿핑)
声 - 小堀真生
第1期の第49話に登場した、稲妻を放出するティニピン。シビれる刺激を求めて、いろいろな場所でトラブルを起こしてまわったやんちゃな子。体に電気を纏ったり、テレビの中へ入ることも可能である。
アローピン (홀로핑)
声 - 荻原崇
第1期の第50話に登場した、独りが大好きなティニピン。釣りを楽しみながら、いつも独りになりたがる性格。クジラの中で釣りをして暮らしていた。そのせいでクジラが陸に上がってしまい、クジラを助けるために、ロイヤルティニピン達はクジラの中へ入った。

### 宝石ティニピン
コチョピン (까르핑)
声 - 馬場菜緒
第2期の第2話の最後、および第3話に登場したくすぐるのが大好きなティニピン。学校の先生やハートローズの職員たちをくすぐった。やんちゃではつらつとした性格の愛らしい子である。弱点は足の裏。宝石はシトリン。
メソピン (아야핑)
声 - 儀武ゆう子
第2期の第4話に登場した可愛くて泣き虫な、大げさなティニピン。ココピンの「病院」という言葉に恐怖しマコピンの虫歯を治療するハチュピンたちを仮病にした。いつもオーバーリアクションの甘えん坊さん。第10話でマコピンが宝石トマト病にかかってしまった時、それを突き止めたのは彼女であった。宝石はガーネット。
カナエピン (소원핑)
声 - 本丘りさ
第2期の第5話に登場した願いを叶えてくれる願い事のティニピン。レナの願いを叶えてあげたが、レナの思った通りにはならなかった。宝石ティニピンの中でもデタラメな強さだと言われている。一見しっかり者のように見えるが、実は天然である。宝石はスピネル。
フワピン (토닥핑)
声 - 根本菜都美
第2期の第6話に登場した親切で暖かい心を持った慰めのティニピン。落ち込んでいたカイルに幻を見せて慰めた。他人のために尽くしたいと思う優しい子でココピンとは仲良し。ココピン以外には敬語で話しているらしい。宝石はヒスイ。
カクレピン (쪼꼼핑)
声 - 汐見理生
第2期の第7話に登場したシャイで内向的な性格をした臆病なティ二ピン。目立つのが苦手でいつもどこかに隠れるかくれんぼの達人。ローミー達が仮面ピンについて聞こうとしたが彼は怖がってしまい、魔法でローミー達をティニピンと同じサイズに小さくしてしまった。現実を見ずに逃げ回っていたところをココピンに一喝され、それ以降は現実と向き合うようになった。宝石はタンザナイト。
サッサピン (싹싹핑)
声 - 長妻樹里
第2期の第8話にお掃除と整理整頓が大好きな、綺麗好きなティニピン。汚いのは我慢できず、いつも掃除をする。彼女が魔法で掃除や整理整頓したものは綺麗にした所か何処かに消えてしまうらしい。宝石はペリドット。
クックピン (맛나핑)
声 - 小野涼子
第2期の第9話に登場した料理が大好きなティニピンで、どんなものでも作れる天才料理人である。ご機嫌な時は鼻歌を歌いながら料理し、味に関しては誰よりも本気。女の子だが、料理人らしくおじさんっぽい言葉造いを使う。親しくない人の前では敬語になってしまう。辛いものが苦手で、ニコピンが用意した山葵マカロンを食べて悶絶したこともある。ティニピンスクールでは食堂でマカロンなどを調理している。宝石はコーラル。
ニットピン (포근핑)
声 - 櫻井菜々絵
第2期の第11話に登場した編み物を作るのが大好きなティニピン。ココピン達を毛糸で包んであげたが、マコピンにマヤが作った編みぐるみハチュピンと一緒に見つかったことで、ハチュピンを編み物にしたと誤解されてそのままキャッチされた。ふわふわな羊毛の感触が好きで、手先が器用。宝石はムーンストーン。
メモピン (메모핑)
声 - 紡木吏佐
第2期の第14話に登場したメモしたことが本当に実現する魔法のメモ帳を使ってイタズラするイタズラ心いっぱいのティニピン。街の人たちにメモ帳でイタズラを仕掛けたがプリンセスから逃げている途中でメモ帳を落としてしまう。宝石の森ではイタズラっ子で有名だったようだが、過去にいつも1人ぼっちでみんなに愛されたかったらしく、注目を浴びる為イタズラを始めたという。宝石はトルコ石。
ヒメピン (공쥬핑)
声 - 和久井優
第2期の第16話に登場したお姫様のように振る舞う優雅なティニピン。気品があるが、純粋故好き勝手に自分だけの王国を作ろうとする。たまたま出会った仮面ピンにそそのかされて魔法でハートローズのスタッフやローミーたちを下僕にしハートローズが完全支配されてしまった。宝石はアレキサンドライト。
ペアピン (짝짝핑)
声 - 渡部優衣
第2期の第18話に登場した何でも2つにしちゃう寂しがりのティニピン。はつらつとしているけれど、少し変わった行動をすることも。ハートローズのいろんな物を2つにし、ハチュピンも2人にした。もう1人の自分と話すのが好き。ペアピンが増やした物は左右が逆になるらしく、偽ハチュピンも利き手が逆だったことで見破られる。宝石はアクアマリン。
アゲピン (주네핑)
声 - 篠沢奈穂
第2期の第19話に登場した子供達に誕生日のプレゼントをあげるのが大好きなティニピン。誕生日の子にプレゼントをあげ回っていたが、ルカのプレゼントをあげに行くニコピンとぶつかった拍子にプレゼントの箱が入れ替わってしまう。配るのが好きで、すごく活発であった。宝石はトパーズ。
ホルピン (뚝딱핑)
声 - 水口まつり
第2期の第20話に登場した彫刻を作るのが好きな想像力のティニピン。地球に来て見つけたひらめきを受けたモデルのキラキラさんを探していた。普段は考える人のように座っているが、何かを思い出すと素早く動き彫刻する。ラシュモア山の石像と宝石ロイヤルティニピンを組み合わせたような砂像を作ったこともある。宝石はアメジスト。
バレエピン (발레핑)
声 - ふじたまみ
第2期の第22話に登場したバレエが好きでみんなとバレエをしたがるティニピン。モチーフはバレリーナ。バレエ公演がしたくて、クラスメイトにバレエを踊らせていた。こだわりはあるが、可愛くて前向きな子。そのこだわりが強いせいでマコピンとギクシャクしたこともある。初めて登場した服を着ているティニピンでもある。宝石はローズクォーツ。
ワンダーピン (원더핑)
声 - 新井笙子
第2期の第23話に登場した悪いことをしている人や困っている人を見ると我慢できない熱血ティニピン。モチーフや名前の由来はワンダーウーマン。いつも行動が先行し、自信たっぷりな性格。ヒーローに憧れ、ヒーローになるために頑張っているが、その行動は他のティニピンには余計なお世話になっている。しかしキャッチされる前に言った「ヒーローなら仲間を助けてあげないとね」という発言と意欲はローミーから「本物のヒーロー」と賞賛された。宝石はラピスラズリ。

### 鍵ティニピン
セッカピン (빨리핑)
声 - 千春
第3期の第1話の最後、第2話に登場したティニピン。モチーフはパイロットで、背中に背負ったジェットで飛行が可能。
モグピン (얌얌핑)
声 - 和泉早希
第3期の第3話に登場したティニピン。モチーフはメイドで、おいしい食べ物を一緒に食べることが可能。
ホットピン (뜨거핑)
声 - 梅子サヲリ
第3期の第4話に登場したティニピン。モチーフは消防士で、背中に背負った消火器は火を消すだけでなく、ジェットのように噴射して飛行することも出来る。
ピーポーピン (삐뽀핑)
声 - 伊藤彩沙
第3期の第5話に登場したティニピン。モチーフは医者で、病気になった人達とティニピンを治療することが可能。
ナースピン (간호핑들）
声 - 高橋七夢（桃）、姫野詩音（黄色）、海野水玉（緑）、朝陽ましろ（青）
第3期の第5話に登場したティニピン。ピーポーピンのお供として登場。
チアピン (힘내핑)
声 - 湯浅かえて
第3期の第7話に登場したティニピン。モチーフはチアリーダーで、頑張る人達とティニピンを応援することが可能。
ナオスピン (고쳐핑)
声 - 田端美保
第3期の第8話に登場したティニピン。
チエピン (아라핑)
声 - 櫻井浩美
第3期の第9話に登場したティニピン。
オシャピン (패션핑)
声 - 臼井美紗子
第3期の第11話に登場したティニピン。
ストッピン (꼼딱핑)
声 - 武隈史子
第3期の第12話に登場したティニピン。
ポチャンピン (퐁당핑)
声 - 京花優希
第3期の第14話に登場したティニピン。
アソピン (파티핑)
声 - ?
第3期の第15話に登場したティニピン。
チョキピン (꾸며핑)
声 - ?
第3期の第16話に登場したティニピン。
スネピン (삐짐핑)
声 - ?
第3期の第18話に登場したティニピン。
ウタピン (아아핑)
声 - ?
第3期の第20話に登場したティニピン。
クルンピン (빙글핑)
声 - ?
第3期の第22話に登場したティニピン。

### その他の人物
ヘイジュー (헤이주)
声 - 岡村明香
第1期の第13話に登場。有名なアイドルで、マネピンは彼女の大ファン。
宇宙人隊長、宇宙人部下
声 - 菊池通武、梶川翔平
第1期の第36話に登場。地球を支配しにやってきた宇宙人。美味しそうな匂いにつられてハートローズへやってきて、散々トラブルに巻き込まれた挙句バロピン達に怪しまれ、サラの怒りを買い追い出した。
MJ
声 - 川上晃二
第2期の第8話に登場。ディロンが憧れるバスケットボールのプロ選手。ディロンのバスケットボールにサインしてくれた。
クマ
声 - 三上哲
第2期の第13話に登場。ローミーが大事にしているクマのぬいぐるみ。お腹を押すと両親のメッセージが流れる。仮面ピンの魔法で動き出す。
チャールズ、ジョセフ (찰스, 조셉)
声 - 星野煌季、斎藤優希
第2期の第17話に登場。2人組の泥棒。ハートローズに侵入し、宝石箱と、それを取り返そうとしたティニピンを盗んだが、プリンセスルビーに制圧され、警察に逮捕する。
ギルトン (길튼)
声 - 千春
第2期の第19話に登場。アゲピンがプレゼントをあげた誕生日の男の子。
彫刻
声 - 金子大樹
第2期の第20話に登場。ホルピンが作った彫刻。ホルピンの魔法で動きだした。
宝石ドラゴン (보석 드래곤)
声 - 小堀真生
エモーション王国の宝石の洞窟に封印されていたドラゴン。魔法書を守っていた。第2期の第26話ではハチュピンが宝石の森の仲間として認めた。
箱
声 - 村川梨衣
第3期の第1話に登場。

## 用語
エモーション王国（이모션 왕국）
地球と繋がっている魔法の世界。世界中の子供たちの想像力と夢から生まれた場所で、エモーション王国の王室の人々は魔法の力で地球と行き来できる。お城の中には全てのティニピンを管理する秘密の空間があるらしい。
ハートローズ（하트로즈）
ローミーのいとこのサラが経営しているベーカリー。ローミーはお店の2階でサラと一緒に暮らしながら、お店を手伝ったり、学校に通っている。1期では1階のお店のホールにて、ティニピンたちが暮らすお家がある。
モンジュ博士の研究所（몬쥬 박사의 연구소）
エモーション王宮にある実験室で、ここでモンジュ博士がローミーにティニピンをキャッチできるように助ける魔法アイテムを研究している。モンジュ博士が交信で登場する場合はモンジュ博士がいる背景は十重八九が研究所である。
宝石の森（보석 숲）
第2期で登場した舞台。エモーション王国あの遠い北に存在する宝石からなる森で、ここに宝石ティニピンが住んでいる。第10話でメソピンからこの森から出てくる実「宝石実」が言及されたことがあり、現実世界に存在する各種果物や野菜を食べられる宝石に変えたもの。そして宝石トマトを嫌うティニピンたちには「宝石トマト病」という病気になることもある。 そしてこの森の宝石の力の源泉はまさに宝石のティニピンらしい。第23話最初のシーンで言及されたまさに、宝石ティニピンがなければキラキラを失うことになり、宝石ドラゴンも力が弱くなる場合もあった。以前では仮面ピン（ダヘピン）によって支配されていたが、第26話で宝石ドラゴンによる魔法で元の姿に戻った。
ミスティックタウン（미스틱 마을）
第3期で登場した舞台。ミスティックタウンは、カラフルなキューブと鍵穴が点在する不思議な魔法の街。キューブは赤、オレンジ、黄、青、紫の色をしており、中には空中に浮かんでいるものがある。鍵ティニピンたちが暮らすメインのキューブは、互いに集まって鍵の形を形成している。現在はジェニーの仕業によりマスターキーを手に入れられ支配されている。

## キャスト
レギュラーは太文字。
- ローミー/プリンセスハート/プリンセスクラウディア/プリンセスクローバー/プリンセススター/プリンセスメロディ/プリンセスサンシャイン/プリンセスベロニカ/プリンセスダイヤハート/プリンセスルビー/プリンセスサファイア/プリンセスエメラルド/プリンセスフローラハート/プリンセスクリスタル/プリンセスソラリス/プリンセスグロリア：田中ちえ美

- ハチュピン：引坂理絵
- マヤ：中島愛
- メリー・ルー：城内由茄子
- ジェニー：諏訪ななか
- サラ：高岸美里亜
- イアン、おじいさん（第1話）ハト1（第8話）：大橋勇人
- カイル、男の子（第1話）ハト2（第8話）：森野彰太
- ジュン、キキピン：渡辺紘
- レナ、女の子（第1話）、ブルピン：花東あず咲
- ハニー：大西綺華
- シンディ、トイピン：窪田愛
- チャ厶ピン、おばあさん（第1話）、レイモン、老婦人（第9話、第13話）、赤ちゃんの母親（第10話）、コチョピン、ソソピン：馬場菜緒
- バケピン、ドゥア：春宮のどか
- デイン先生、MJ：川上晃二
- オリビア校長、ナオスピン：田端美保
- ディロン、デートの男性（第3期第4話）：佐藤駿
- ハートキング、クマ：三上哲
- ビリリピン、モンジュ博士、宝石ドラゴン：小堀真生
- イドゥン、ペラピン、作業員（第3期第4話）：伊藤有希
- テレレピン、ルカ：綾瀬みゆう
- バロピン、ナイル：小市眞琴
- ウインピン：松本沙羅
- アザピン、クイーンステラ：くわばらあきら
- ポカピン、ベリーター王妃、少年1（第19話）、オシャピン：臼井美紗子
- エリ（第7話、第14話、第2期第9話）、マージピン（第8話、第13話）、マコピン：沖田優衣
- チャチャピン：真野あゆみ
- マヤの母親（第9話）、ピクトピン、ホルピン：水口まつり
- フワピン、エリの母親（第2期第9話）：根本菜都美
- ヘイジュー、スリーピン：岡村明香
- 宇宙人隊長：菊池通武
- 宇宙人部下：梶川翔平
- チャールズ：星野煌季
- ジョセフ：斎藤優希
- ギルトン、セッカピン：千春
- 彫刻：金子大樹
- ポロピン：小柳日菜
- ダラピン：柚木尚子
- ララピン：曽谷理華
- マネピン：中野さいま
- ナルピン：森永たえこ
- ピクピン：虎島貴明
- ジェラピン：新崎結梨
- スタンピン：鵜久森みか
- ホシピン、ニットピン：櫻井菜々絵
- オコピン：上住谷崇
- イヤピン：鳴瀬友希
- キューピン：うるちまい子
- ワルピン、ハッピン：山口立花子
- ガタピン：宮瀬尚也
- パワーピン：徳森圭輔
- サカサピン：杉山ちか子
- マッハピン：橋爪千明
- ベビピン： 堀籠沙耶
- ペタピン、クックピン：小野涼子
- キュリピン：丸山京夏
- フラピン：粕谷大介
- ノラピン：萱間円佳
- ノリピン：森永千才
- ガリピン：川上大輝
- ヒエピン：竹永仁美
- アローピン：萩原崇
- エゴピン： 伊南羽桜
- ココピン：田辺留依
- ニコピン：前田玲奈
- メソピン：儀武ゆう子
- カナエピン、ネネピン：本丘りさ
- カクレピン：汐見理生
- サッサピン：長妻樹里
- 仮面ピン、ダヘピン：久保ユリカ
- メモピン：紡木吏佐
- ヒメピン：和久井優
- ペアピン、ワワピン：渡部優衣
- アゲピン：篠沢奈穂
- バレエピン：ふじたまみ
- ワンダーピン：新井笙子
- 箱、ラッキーピン：村川梨衣
- モグピン：和泉早希
- ホットピン：梅子サヲリ
- ピーポーピン：伊藤彩沙
- ナースピン（桃）：高橋七夢
- ナースピン（黄色）：姫野詩音
- ナースピン（緑）：海野水玉
- ナースピン（青）：朝陽ましろ
- チアビン：湯浅かえて
- チエピン：櫻井浩美
- ストッピン：武隈史子
- ポチャンピン：京花優希

## スタッフ

### オリジナル・スタッフ
- アニメーション制作：SAMG Entertainment
- エグゼクティブプロデューサー：Suhoon Kim
- 監督：Sung Chang
- シリーズ構成：山口亮太（第1期‐第3期、第5期-第6期）、植田浩二（第4期）
- シナリオ・スーパーバイザー：Hyunduck Shin（第1期）
- プロデューサー：Michelle Sanggeul Park、Hyesynn Ahn、Seulki Min
- 企画：Suhoon Kim、Hyundeok Shin、ソン ミソン
- デザイン：Kwangjin Cho、Dongjin Lee（LUNCHBOX）、Hyun Choi、Sueun Lee
- ビデオコンテ：Sung Chang、Sohyun Kim、Eunji Son、Yewon Hong
- モデリング：Kyunsung Cho、Sunmi Kang、Hyoungjoong Bae、Yunjoo Park、Mingyu Kim
- リギング：Woohyun So、Eunhye Lee
- アニメーション：Youngeun Kim、Areum Hong、Eunjin Lee、Sujin Kim、Woojong Kim、Yeseul Yoon、Minjeong Kim、Minha Kim、Eunho Kim、Hyunjin Park、Minji Bae、Eunsong Seo、Hyejin Shin、Dohoon Lee、Ruri Lee、Eunjeong Lee、Jung ryul Lee、Haein Lee、Arem Lee、Nawoon Jo、Haeiin Kim
- ライティング&レンダリング：Dongwoo Ryu
- Compisiting Lead：Jujung Kim
- VFX：Dongho Shin
- 編集：Jeongwon Jin
- 音楽：Min Ho Dong（Studio MOJI）、Bo Mi Im、Nu Ri Lee、Minho Dong
- 音響効果：Sung Gyu Yang（LAPUTAR MUSIC）
- 録音：Youchung Boo（POPES)
- ミキシング：Hee Joong Kang（POPES)
- Sountrack Direction：Sung Hee Cho
- 制作協力：SHOH、Dclay、TOONZ、Kago animation、WESTO、PB、Jiyeon Lee

### 日本語版スタッフ
- エグゼクティブプロデューサー：太田和樹（キッズステーション）
- プロデューサー：村木佳之（キッズステーション）、宋美善（第1期）→ ソン ミソン（第2期）（SAMG Entertainment）、ジョン キョジン（SAMG Entertainment）（第2期）、イ エリスル（SAMG Entertainment）（第2期）
- 広報・制作：林まどか（キッズステーション）（第2期）
- 翻訳：全教進（SAMG Entertainment）（第1期）、李エリスル（SAMG Entertainment）（第1期） 、猪奥仁子（第1期〈第51～52話のみ〉）→ 桑島三幸（第2期）
- 日本語版監修：山口亮太（第1期）
- 吹替演出：関根奈美
- 録音 / 調整：村松久進（Allyスタジオ）（第1期）→ 水本大介（C3PROJECT）（第2期）
- 録音助手：橘匠（Allyスタジオ）
- スタジオ：Allyスタジオ
- 吹替制作担当：松本英樹（ネクシード）、坂田宣子（ネクシード）（第1期）→ 山崎矩巨（ネクシード）（第2期）、磯崎絵里（アリィ）
- 制作幹事：株式会社キッズステーション、ネクシード株式会社、株式会社アリィ

## 主題歌

### 第1期
「キャッチ！ティニピン」
ローミー（田中ちえ美）とハチュピン（引坂理絵）とマヤ（中島愛）によるオープニングテーマ。作詞はHyundeok Shin・Michelle Sanggeul Park・Ryan K（MustM）、作曲はRyan K（MustM）、日本語歌詞は山本メーコ。

### 第2期
「キラキラ キャッチ!ティニピン」
ローミー（田中ちえ美）とハチュピン（引坂理絵）によるオープニングテーマ。作詞はSAMG ENTERTAINMENT、作曲はUNXSOUND、日本語歌詞は山本メーコ。

### 第3期
「シークレット キャッチ!ティニピン」
ローミー（田中ちえ美）とハチュピン（引坂理絵）によるオープニングテーマ。作詞はSAMG ENTERTAINMENT、作曲はUNXSOUND、日本語歌詞は山本メーコ。

## 各話リスト

### 第1期（各話リスト）
| 話数 | サブタイトル                         | 原題                        | 脚本家                   | 放送日 （韓国） | 放送日 （日本） |
| ---- | ------------------------------------ | --------------------------- | ------------------------ | --------------- | --------------- |
| 01   | ハートローズはおおさわぎ！           | 엉망진창 쿠키 만들기        | Sung Chang Hyunduck Shin | 2020年 3月19日  | 2022年 12月3日  |
| 02   | わたし、かわいいでしょ？             | 아잉핑이 너무해!            | Jihye Song               | 3月26日         | 12月10日        |
| 03   | 恥かしがり屋の転校生                 | 부끄러워 하지 마!           | 山口亮太                 | 4月2日          | 12月17日        |
| 04   | きまじめ大変身！！                   | 올바름의 티니핑, 바로핑     | 山口亮太                 | 4月9日          | 12月24日        |
| 05   | ナンバーワンは誰？                   | 최고는 누구?                | 山口亮太                 | 4月16日         | 2023年 1月7日   |
| 06   | 勇気を出して、マヤ！                 | 용기를 내, 마야!            | Eunchong Lee             | 4月23日         | 1月14日         |
| 07   | 失敗は成功のもと                     | 깜박할 수도 있지            | Gahee Choi               | 5月7日          | 1月21日         |
| 08   | はらぺこパニック！                   | 배고플 땐 상상해 봐         | Sunhwa Kum               | 5月14日         | 1月28日         |
| 09   | 希望よ、こんにちは！                 | 희망아, 어서 와             | 植田浩二                 | 5月21日         | 2月4日          |
| 10   | 涙色ドロップ                         | 눈물사탕은 어떤 맛?         | 植田浩二                 | 5月28日         | 2月11日         |
| 11   | ダラダラしてるの誰だ！？             | 차나핑을 찾아라!            | Eunchong Lee             | 6月4日          | 2月18日         |
| 12   | 楽しく歌ってみて！                   | 즐겁게 노래 불러봐          | Gahee Choi               | 6月11日         | 2月25日         |
| 13   | ダンス！ダンス！ダンス！             | 날 따라 해봐요              | Sunhwa Kum               | 6月18日         | 3月4日          |
| 14   | 鏡に気をつけろ！                     | 거울을 보면 안 돼           | 山口亮太                 | 6月25日         | 3月11日         |
| 15   | ハチュピンの家出                     | 돌아와, 하츄핑              | 山口亮太                 | 7月2日          | 3月18日         |
| 16   | ビクビク！カメラ騒ぎ                 | 무셔핑의 사진찍기           | Sunhwa Kum               | 7月9日          | 3月25日         |
| 17   | 私だけを愛して～！                   | 나만 사랑해줘!              | Gahee Choi               | 7月16日         | 4月1日          |
| 18   | ドタバタ、ローミーの誕生パーティー！ | 좌충우돌 생일파티           | Eunchong Lee             | 7月23日         | 4月8日          |
| 19   | 幸運を呼ぶスタンプ                   | 행운을 부르는 도장          | 植田浩二                 | 7月30日         | 4月15日         |
| 20   | チャチャピンのひみつ                 | 다 말해버릴 거야!           | 植田浩二                 | 8月6日          | 4月22日         |
| 21   | バブルガムクライシス                 | 풍선껌 대소동               | 植田浩二                 | 8月13日         | 4月29日         |
| 22   | 全部ちょうだいよ！                   | 욕심쟁이 다조핑             | 植田浩二                 | 8月20日         | 5月6日          |
| 23   | 激オコ！オコピン                     | 화내지 말아줘!              | Gahee Choi               | 8月27日         | 5月13日         |
| 24   | バロピンがいっぱい！                 | 바로핑이 많아졌어요!        | Eunchong Lee             | 9月3日          | 5月20日         |
| 25   | ✖（）イヤピン                        | 싫어 싫어, 시러핑!          | Eunchong Lee             | 9月10日         | 5月27日         |
| 26   | 愛してる！大騒動                     | 바네핑의 화살               | Eunchong Lee             | 9月17日         | 6月3日          |
| 27   | イタズラ大好き！ワルピン参上         | 장난이 제일 좋아            | 山口亮太                 | 9月24日         | 6月10日         |
| 28   | ガタピンの復讐！                     | 춥다 추워! 덜덜핑           | 植田浩二                 | 10月8日         | 6月17日         |
| 29   | ピクトピンの展覧会                   | 그림이 살아있다?            | 西園悟                   | 10月15日        | 6月24日         |
| 30   | 楽しいお泊りパーティー！             | 동화 속 공주님이 되고 싶어! | 植田浩二                 | 10月22日        | 7月1日          |
| 31   | アザピンのつまみ食い？               | 아휴~ 무거워, 무거핑        | 赤星政尚                 | 10月29日        | 7月8日          |
| 32   | 逆立ちが最高！                       | 뭐든지 거꾸로, 꺼꿀핑       | Eunchong Lee             | 11月5日         | 7月8日          |
| 33   | 結成！プリンセスファイブ             | 5명의 로미                  | 植田浩二                 | 11月12日        | 7月15日         |
| 34   | 超ッ速（）！マッハピン               | 씽씽핑은 빠른 게 좋아!      | Eunchong Lee             | 11月19日        | 7月15日         |
| 35   | 赤ちゃん妖精ベビピン                 | 아기가 좋아~ 베베핑!        | 西園悟                   | 11月26日        | 7月22日         |
| 36   | 宇宙からの使者                       | 하트로즈에 외계인 등장!     | Eunchong Lee             | 12月3日         | 7月22日         |
| 37   | 居眠りにご用心                       | 잠자는 하트로즈의 공주      | Gahee Choi               | 12月10日        | 7月29日         |
| 38   | 密着!?レナとローミー                 | 로미, 레나와 딱 붙다?       | 赤星政尚                 | 12月17日        | 7月29日         |
| 39   | おばけウサギあらわる！               | 토끼 괴물이 나타났다!       | 赤星政尚                 | 12月24日        | 8月5日          |
| 40   | ティニピンフェスティバル             | 티니핑 축제                 | 植田浩二                 | 12月31日        | 8月5日          |
| 41   | 1/8大作戦                            | 장난감이 되었어요!          | 西園悟                   | 2021年 1月7日   | 8月12日         |
| 42   | 王様が来た                           | 하트로즈의 수상한 손님      | 山口亮太                 | 1月14日         | 8月12日         |
| 43   | フラピンと話せるお花                 | 꽃 만들기 대소동            | Gahee Choi               | 1月21日         | 8月19日         |
| 44   | 噂（）の兄弟ノラとノリ               | 사고뭉치 아기 노리핑        | Eunchong Lee             | 1月28日         | 8月19日         |
| 45   | ワルピンの真実                       | 악동핑의 진실               | 山口亮太                 | 2月4日          | 8月26日         |
| 46   | プリンセスサンシャイン               | 프린세스 선샤인             | 西園悟                   | 2月18日         | 8月26日         |
| 47   | 勉強大好き！ガリピン                 | 공부할 땐 조용히, 똑똑!     | 赤星政尚                 | 2月25日         | 9月2日          |
| 48   | フローズンフレンド                   | 다 얼려버려! 꽁꽁핑         | 植田浩二                 | 3月4日          | 9月2日          |
| 49   | シビレるぜ！ビリリピン               | 찌릿핑은 짜릿짜릿해         | Gahee Choi               | 3月11日         | 9月9日          |
| 50   | ひとりぼっちのアローピン             | 바다에서 온 티니핑          | 植田浩二                 | 3月18日         | 9月9日          |
| 51   | ハッピンの覚悟                       | 로열핑의 이름으로           | 山口亮太 植田浩二        | 3月25日         | 9月16日         |
| 52   | プリンセスベロニカ                   | 프린세스 베로니카           | 山口亮太 植田浩二        | 4月1日          | 9月16日         |

### 第2期（各話リスト）
| 話数 | サブタイトル                         | 原題                          | 脚本     | 放送日 （韓国） | 放送日 （日本） |
| ---- | ------------------------------------ | ----------------------------- | -------- | --------------- | --------------- |
| 01   | 宝石の森                             | 반짝반짝 보석티니핑           | 山口亮太 | 2021年 9月22日  | 2024年 10月5日  |
| 02   | ティニピンスクール開校               | 티니핑 스쿨 개교!             | 山口亮太 | 9月29日         | 2024年 10月5日  |
| 03   | くすぐってハッピー                   | 간지럼을 참아야 해!           | 植田浩二 | 4月2日          | 10月12日        |
| 04   | いたた、痛いふり止めて！             | 아야아야 엄살은 그만~         | ソンジへ | 10月13日        | 10月12日        |
| 05   | レナと魔法のランプ                   | 소원핑의 3가지 소원           | 植田浩二 | 4月16日         | 10月19日        |
| 06   | がんばれカイル                       | 토닥토닥, 따뜻한 위로를 줄게~ | 植田浩二 | 10月27日        | 10月19日        |
| 07   | 消えたローミー                       | 사라진 로미                   | 植田浩二 | 5月7日          | 10月26日        |
| 08   | ピカピカはニコニコ                   | 반짝반짝하게 싹싹!            | 笹野恵   | 11月10日        | 10月26日        |
| 09   | クックピンは最高の料理の先生         | 맛나핑은 최고의 요리 선생님   | ソンジへ | 11月17日        | 11月2日         |
| 10   | 倒れちゃった！マコピン               | 쓰러진 믿어핑                 | 笹野恵   | 11月24日        | 11月2日         |
| 11   | 編み物になったハチュピン             | 뜨개 인형이 된 하츄핑         | ソンジへ | 12月1日         | 11月9日         |
| 12   | ぬいぐるみが生きている？             | 곰 인형이 살아있다?           | ソンジへ | 12月8日         | 11月9日         |
| 13   | もう一人のプリンセス                 | 또 한 명의 프린세스           | 山口亮太 | 12月15日        | 11月16日        |
| 14   | 恐怖のメモ帳                         | 메모핑의 메모메모             | 植田浩二 | 12月22日        | 11月16日        |
| 15   | 対決！ロイヤルティニピン             | 대결! 로열핑                  | 植田浩二 | 7月2日          | 11月23日        |
| 16   | 王国になったハートローズ             | 왕국이 된 하트로즈            | ソンジへ | 2022年 1月5日   | 11月23日        |
| 17   | 盗まれちゃった！ティニピン           | 보석핑을 도둑맞았어요!        | 笹野恵   | 1月12日         | 11月30日        |
| 18   | ハチュピン先生の間違い探し？         | 진짜 하츄핑은 누구?           | 植田浩二 | 1月19日         | 11月30日        |
| 19   | ギフトを探そう！                     | 선물 상자를 찾아라!           | ソンジへ | 1月26日         | 12月7日         |
| 20   | 感動を探して！アメジスト             | 조각을 할 거야, 뚝딱!         | 笹野恵   | 2月2日          | 12月7日         |
| 21   | ピクニック・パニック                 | 위험한 소풍                   | 植田浩二 | 2月9日          | 12月14日        |
| 22   | 白鳥                                 | 핑그르르 티니핑 발레단        | 山口亮太 | 2月16日         | 12月14日        |
| 23   | ヒーローのティニピン、ワンダーピン！ | 히어로 티니핑 원더핑          | ソンジへ | 2月23日         | 12月21日        |
| 24   | 見習いトリオの卒業式                 | 티니핑 스쿨 졸업식            | 植田浩二 | 3月2日          | 12月21日        |
| 25   | ダヘピン対ハチュピン                 | 위기의 하츄핑                 | 山口亮太 | 3月9日          | 12月21日        |
| 26   | 裏切りのプリンセス                   | 돌아온 보석숲을 지켜줘        | 山口亮太 | 3月16日         | 12月21日        |

### 第3期（各話リスト）
| 話数 | サブタイトル                         | 原題                         | 脚本              | 放送日 （韓国） | 放送日 （日本） |
| ---- | ------------------------------------ | ---------------------------- | ----------------- | --------------- | --------------- |
| 01   | シークレット！鍵ティニピン           | 알쏭달쏭 열쇠티니핑          | 山口亮太 植田浩二 | 2022年 9月14日  | 2025年 7月5日   |
| 02   | 変身！フローラハート                 | 변신! 플로라하트             | 植田浩二          | 9月21日         | 2025年 7月5日   |
| 03   | 食べすぎは危険！モグモグ             | 과식은 위험해 얌얌           | 植田浩二          | 9月28日         | 7月12日         |
| 04   | あちち！キャンプ騒動                 | 뜨거뜨거 캠핑 소동           | ソンジへ          | 10月5日         | 7月12日         |
| 05   | 治してあげるピーポー                 | 치료해줄게 삐뽀              | 笹野恵            | 10月12日        | 7月19日         |
| 06   | ティニピン病院に行こう               | 티니핑 병원이 생겼어요       | 植田浩二          | 10月19日        | 7月19日         |
| 07   | がんばれ！がんばれ！ワワピン！       | 힘내힘내 응원이 필요해       | ???               | 10月26日        | 7月26日         |
| 08   | 直して ナオスピン                    | 고쳐줘요 고쳐핑              | ???               | 11月2日         | 7月26日         |
| 09   | ローミーとハチュピンが入れ替わった？ | 로미와 하츄핑이 바뀌었어요   | ???               | 11月9日         | 8月2日          |
| 10   | 白雪ローミー                         | 백설로미                     | ???               | 11月16日        | 8月2日          |
| 11   | オシャピンの洋服作り                 | 패션핑의 옷 만들기           | ???               | 11月23日        | 8月9日          |
| 12   | 止まれ ストッピン！                  | 꼼딱 마라 꼼딱핑             | ???               | 11月30日        | 8月9日          |
| 13   | 幸せがいっぱい 幸運のお菓子          | 행운이 가득 행운과자         | ???               | 12月7日         | 8月16日         |
| 14   | ポチャポチャ ポチャンピン            | 퐁당퐁당 퐁당핑              | ???               | 12月14日        | 8月16日         |
| 15   | アソピンとパーティーパーティー       | 파티핑과 파티파티            | ???               | 12月21日        | 8月23日         |
| 16   | 髪を切って素敵にチョキピン           | 멋진 머리를 꾸며 봐 꾸며핑   | ???               | 12月28日        | 8月23日         |
| 17   | お父さんのカメラ                     | 아빠의 카메라                | ???               | 2023年 1月4日   | 8月30日         |
| 18   | すねるわ スネピン                    | 삐질 거야 삐짐핑             | ???               | 1月11日         | 8月30日         |
| 19   | ???                                  | 로미의 목걸이를 찾아라       | ???               | 1月18日         | 9月6日          |
| 20   | ???                                  | 노래하는 아아~핑             | ???               | 1月25日         | 9月6日          |
| 21   | ???                                  | 다 같이 놀자 티니핑 놀이공원 | ???               | 2月1日          | 9月13日         |
| 22   | ???                                  | 스케이트를 타고 빙글빙글     | ???               | 2月8日          | 9月13日         |
| 23   | 登場！ラッキーピン                   | 등장! 행운핑                 | ???               | 2月15日         | 9月20日         |
| 24   | ティニピンのファッションショー       | 티니핑 패션쇼                | ???               | 2月22日         | 9月20日         |
| 25   | 危機一髪 ミスティックタウン          | 위기일발 미스틱마을          | ???               | 3月1日          | 9月27日         |
| 26   | さようなら 鍵ティニピン              | 안녕 열쇠티니핑              | ???               | 3月8日          | 9月27日         |

## 放送局
| 放送期間                             | 放送時間           | 放送局             | 対象地域       | 備考                                               |
| ------------------------------------ | ------------------ | ------------------ | -------------- | -------------------------------------------------- |
| 2022年12月3日 - 2023年9月16日        | 土曜 11:30 - 11:45 | キッズステーション | 日本全域       |                                                    |
| 2023年4月1日 - 2024年3月30日         | 土曜 6:45 - 7:00   | テレビ愛知         | 愛知県         |                                                    |
| 2023年4月1日 - 2024年3月23日         | 土曜 7:00 - 7:30   | TOKYO MX           | 東京都         | 2話連続放送                                        |
| 2023年4月6日 - 9月28日               | 木曜 4:40 - 5:10   | テレビせとうち     | 岡山県・香川県 | 2話連続放送                                        |
| 2023年4月7日 - 9月29日               | 金曜 17:25 - 17:55 | テレビ北海道       | 北海道         | 2話連続放送                                        |
| 2023年4月7日 - 2024年3月29日         | 金曜 17:35 - 17:55 | テレビ大阪         | 大阪府         |                                                    |
| 2023年4月9日 - 10月22日              | 日曜 5:45 - 6:15   | テレビ金沢         | 石川県         | 2話連続放送                                        |
| 2023年10月8日 - 2024年4月7日         | 日曜 7:00 - 7:30   | BS松竹東急         | 日本全域       | 2話連続放送 クローズドキャプションの日本語字幕対応 |
| 日本国内の放送では日本語吹替版のみ。 |                    |                    |                |                                                    |

| 放送期間                             | 放送時間                     | 放送局             | 対象地域       | 備考        |
| ------------------------------------ | ---------------------------- | ------------------ | -------------- | ----------- |
| 2024年10月5日 - 12月21日             | 土曜 7:30 - 8:00             | キッズステーション | 日本全域       | 2話連続放送 |
| 2024年10月6日 - 12月29日             | 日曜 6:20 - 6:50             | テレビ大阪         | 大阪府         | 2話連続放送 |
| 2024年10月9日 - 12月25日             | 水曜 2:05 - 2:35（火曜深夜） | テレビ北海道       | 北海道         | 2話連続放送 |
| 2024年10月10日 - 2025年1月23日       | 木曜 20:30 - 20:57           | TOKYO MX           | 東京都         | 2話連続放送 |
| 2024年10月11日 - 2025年1月3日        | 金曜 17:00 - 17:30           | 三重テレビ         | 三重県         | 2話連続放送 |
| 2024年10月11日 - 2025年1月10日       | 金曜 17:25 - 17:55           | テレビせとうち     | 岡山県・香川県 | 2話連続放送 |
| 日本国内の放送では日本語吹替版のみ。 |                              |                    |                |             |

| 放送期間                             | 放送時間                     | 放送局             | 対象地域       | 備考        |
| ------------------------------------ | ---------------------------- | ------------------ | -------------- | ----------- |
| 2025年7月5日 -                       | 土曜 7:30 - 8:00             | キッズステーション | 日本全域       | 2話連続放送 |
| 2025年7月9日 -                       | 水曜 20:00 - 20:15           | TOKYO MX           | 東京都         |             |
| 2025年7月11日 -                      | 金曜 17:35 - 17:55           | テレビ大阪         | 大阪府         |             |
| 2025年7月12日 -                      | 土曜 2:28 - 2:43（金曜深夜） | 静岡放送           | 静岡県         |             |
| 2025年10月 -                         | 未発表                       | テレビせとうち     | 岡山県・香川県 |             |
| 日本国内の放送では日本語吹替版のみ。 |                              |                    |                |             |

## コラボレーション
2025年3月28日にクッキーラン:オーブンブレイクとのコラボが開催された。ただし、このゲームは利用規約の関係で13歳未満の人はプレイできない。

## 漫画
コミカライズがぷっちぐみ（小学館）にて、第1期は「キャッチ!ティニピン〜まいにちが変身day〜」のタイトルで2023年12・1月号と2024年2・3月号に掲載された。漫画担当は花森ぴんく。第2期以降の2024年12・1月号より漫画担当があさだみほに交代されている。
アニメ版とは違い、ハートローズの市民達やローミーの従妹であるジェニーが登場しないなど大きな変更点が行われている。第2期の漫画版では一部の宝石ティニピンが登場されている。
本作の漫画コミカライズシリーズ作品一覧は以下通り。
- 第1期「キャッチ!ティニピン〜まいにちが変身day〜」2023年12・1月号、2024年2・3月号 全2話 漫画：花森ぴんく
- 第2期「キラキラ キャッチ!ティニピン」2024年12月・1月号 - 2025年10月号・11月号 全6話 漫画：あさだみほ
- 第3期「シークレット キャッチ!ティニピン」2025年12月・1月号 - （予定） 全6話（予定） 漫画：未定